# Véza

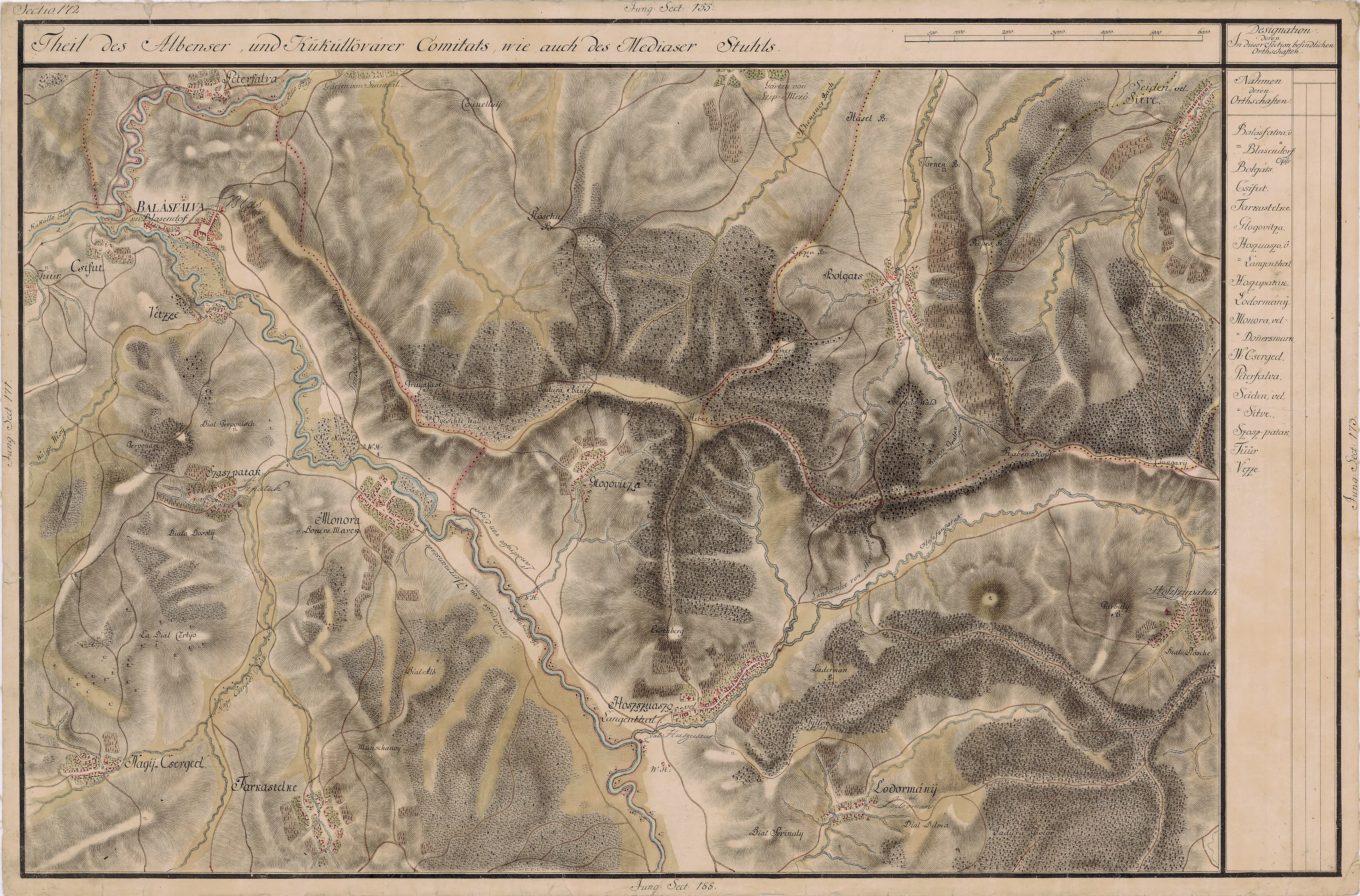
Véza egy régi térképen

Véza románul: Veza, település Romániában, Fehér megyében.

## Fekvése
Balázsfalvától délkeletre fekvő település.

## Története
Véza, Veze (Víz) Árpád-kori település. Nevét már 1263-ban Wiz néven említették az oklevelekben. 1320-ban p. Weze, 1733-ban Veze, 1750-ben Vezen, 1808-ban Véza aliis Veze vel Veczke h., 1861-ben és 1913-ban Véza néven írták.
1263-ban István ifjabb király Monorával együtt mint lakatlan udvarnoki földet Kán nemzetségbeli László fia Jula magisternek adta, 1313-ban pedig Balázsfalvi Herbord fia Balázs mondta magáénak Véza déli részét.
1320-ban Dózsa erdélyi vajda Véza délkeletii részéke, a későbbi Szászpatak területébe az egresi apáttal szemben Balázs fia Herbordot iktatta be, és határát leíratta.
A trianoni békeszerződés előtt Alsó-Fehér vármegye Balázsfalvi járásához tartozott.
1910-ben 586 lakosából 21 magyar, 7 német, 556 román volt. Ebből 21 római katolikus, 550 görögkatolikus, 6 görögkeleti ortodox volt.

## Jelene
2011-14 között EU-források bevonásával kiépítették a település csatornahálózatát.

## Látnivalók
- Szent Mihály és Gábriel arkangyaloknak szentelt 18. századi temploma az országos műemlékjegyzéken az AB-II-m-B-00389 számon szerepel.[3]